# Rock River (Bell River)
Der Rock River (englisch für „Felsen-Fluss“) ist ein etwa 170 km langer linker Nebenfluss des Bell River im kanadischen Yukon-Territorium.

## Flusslauf
Der Flusslauf liegt jenseits des Polarkreises am Übergang von der borealen Zone zur Tundra. Der Rock River entspringt in den Richardson Mountains auf einer Höhe von 1000 m. Er durchfließt anfangs das Gebirge in nordwestlicher Richtung. Bei Flusskilometer 153 erreicht er das westlich angrenzende Tiefland der Eagle Plains und kreuzt den entlang dem Westfuß der Berge verlaufenden Dempster Highway (⊙). Der Rock River fließt noch 12 Kilometer nach Westen, bevor er sich in Richtung Nordnordwest wendet. Der Fluss behält seine Richtung bis zu seiner Mündung in den Bell River grob bei und entwickelt auf diesem Flussabschnitt ein immer stärker werdendes mäandrierendes Verhalten. Der Mittel- und Unterlauf weisen zahlreiche enge Flussschlingen auf und sind von Altarmen gesäumt. Bei Flusskilometer 115 trifft der White Fox Creek, der bedeutendste Nebenfluss, von rechts auf den Rock River. Der Eagle River fließt weiter westlich, ebenfalls in nördlicher Richtung, und mündet wenige Meter unterhalb des Rock River in den Bell River.